# Aneomochtherus
Aneomochtherus is een vliegengeslacht uit de familie van de roofvliegen (Asilidae).

## Soorten
- A. acratus (Tsacas, 1968)
- A. aegaeus (Tsacas, 1965)
- A. aegyptius (Macquart, 1838)
- A. aerifacies (Tsacas, 1968)
- A. africanus (Ricardo, 1919)
- A. alexisi Tomasovic, 2004
- A. arabicus (Macquart, 1838)
- A. atripes (Oldroyd, 1958)
- A. baratovi Lehr, 1996
- A. brevipennis (Séguy, 1932)
- A. confusus (Tsacas, 1965)
- A. cythereius (Tsacas, 1965)
- A. darvasicus Lehr, 1996
- A. deserticolus (Karsch, 1888)
- A. desertorum (Lehr, 1958)
- A. difficilis Lehr, 1996
- A. farinosus (Loew, 1871)
- A. flavicornis (Ruthe, 1831)
- A. flavipes (Meigen, 1820)
- A. granitis (Tsacas, 1963)
- A. grisescens (Tsacas, 1968)
- A. hauseri (Engel, 1927)
- A. hermonensis (Theodor, 1980)
- A. hungaricus (Engel, 1927)
- A. hybopygus (Tsacas, 1968)
- A. illustris (Schiner, 1867)
- A. kompancevae Lehr, 1996
- A. lepidus (Loew, 1871)
- A. leucophorus (Tsacas, 1963)

- A. libanonensis (Tsacas, 1968)
- A. macropygus (Tsacas, 1968)
- A. marikovskii (Lehr, 1958)
- A. mesopotamicus (Janssens, 1961)
- A. micrasiaticus (Tsacas, 1968)
- A. monobia (Speiser, 1910)
- A. mundus (Loew, 1849)
- A. nairicus (Richter, 1962)
- A. ochriventris (Loew, 1854)
- A. oschii Lehr, 1996
- A. perplexus (Becker, 1923)
- A. petrishtshevae (Stackelberg, 1937)
- A. platypygus (Tsacas, 1968)
- A. psathyrus (Tsacas, 1968)
- A. pygaeus (Tsacas, 1963)
- A. quettanus (Tsacas, 1963)
- A. rhogmopygus (Tsacas, 1965)
- A. rubipygus (Lehr, 1972)
- A. sahariensis (Tsacas, 1968)
- A. sinensis (Ricardo, 1919)
- A. soleus (Tsacas, 1968)
- A. stackelbergi (Lehr, 1958)
- A. tenuis (Tsacas, 1968)
- A. tricuspidatus (Engel, 1927)